# Peperomia tuberculata
Peperomia tuberculata är en pepparväxtart som beskrevs av Truman George Yuncker. Peperomia tuberculata ingår i släktet peperomior, och familjen pepparväxter. Inga underarter finns listade i Catalogue of Life.